# Блюм, Александра Николаевна
Александра Николаевна Блюм, в девичестве — Евстафьева (2 августа 1925, Копытово, Локнянский район — 25 марта 2020, Копытово, Псковская область) — звеньевая колхоза «Коммунар» Локнянского района, Псковской области. Герой Социалистического Труда (30 апреля 1966).

## Биография
Родилась 2 августа 1925 года в селе Копытово Псковской области в семье колхозников.
С детства помогала родителям по хозяйству, а также на полевых работах в колхозе. Окончила семь классов Локнянской средней школы.
Село в котором проживала Александра во время Великой Отечественной войны было на оккупированной территории. В январе 1944 года её насильно угнали на работы в Германию на берег Северного моря. В августе 1945 года она вернулась на родину, трудоустроилась в колхоз «Коммунар», и была назначена звеньевой льноводческого звена, в котором проработала до июля 1978 года.
За всё время работы её звено всегда получало хорошие урожаи семян льна и волокна льна-долгунца. В 1955 году была участницей Выставки достижений народного хозяйства (ВДНХ) СССР. В 1964 году звено Александры Николаевны с площади 25 гектаров собрало по 5 центнеров селекционных семян и 3,5 центнера льноволокна с гектара; в 1965 году — соответственно по 8,2 центнера и 6,7 центнера, а всего звено собрало в этот год 205 центнеров семян и 125 центнеров волокна, досрочно выполнив план продажи льнопродукции государству.
Этот высокий результат был отмечен на государственном уровне. Она была удостоена звания Герой Социалистического Труда и награждена Орденом Ленина.
В 1969 году была направлена в качестве делегата на III Всесоюзный съезд колхозников.
В 1978—1980 годах работала животноводом колхоза «Коммунар». С 1980 года на пенсии, но длительное время занималась общественными вопросами в селе. Живёт в деревне Копытово.
Воспитала двоих детей — дочь Анну и сына Анатолия.
Умерла 25 марта 2020 года. Похоронена в Локне.

## Награды
Имеет следующие награды:
- Герой Социалистического Труда (30.04.1966)
- Орден Ленина (1966)
- Малая серебряная и бронзовая медаль ВДНХ.